# Anserimimus
Anserimimus („napodobitel kachny“) byl rod teropodního dinosaura z infrařádu Ornithomimosauria. Žil v období pozdní svrchní křídy, asi před 70 miliony let, na území dnešního Mongolska. Zkameněliny tohoto dvounohého běhavého dinosaura byly objeveny společnou sovětsko-mongolskou expedicí do pouště Gobi (souvrství Nemegt) v 70. letech minulého století, typový druh A. planinychus byl pak popsán roku 1988 mongolským paleontologem Rinčenem Barsboldem. Jediný dosud objevený exemplář byl nalezen v sedimentech souvrství Nemegt.

## Popis
Podle některých odhadů dosahoval tento menší "pštrosí" dinosaurus délky asi 3 metry a hmotnosti kolem 50 kilogramů. Oproti svým příbuzným měl mírně robustnější přední končetiny. Stehenní kost holotypu (IGM 100/300) měří 43,5 cm na délku.
Anserimimus patrně dovedl velmi rychle běhat, podle odhadů zřejmě překonával i rychlost kolem 50 km/h.